# Марко Белинели
Марко Стефано Белинели (итал. Marco Stefano Belinelli; Сан Ђовани, 25. март 1986) је бивши италијански кошаркаш. Играо је на позицији бека.

## Каријера
Каријеру је почео у Виртусу из Болоње, али је после само једне сениорске сезоне прешао у редове градског ривала Фортитуда. Након четири године је 2007. изабран као 18. пик на НБА драфту од стране Голден Стејт вориорса.
После две године у Оукланду играо је за Торонто репторсе, Њу Орлеанс хорнетсе, Чикаго булсе, а онда је 2013. стигао у Сан Антонио спарсе са којима је освојио НБА титулу у сезони 2013/14.
Након две сезоне у Сан Антонију, прешао је у Сакраменто кингсе. Потом је играо годину дана у Шарлот хорнетсима, затим је сезону 2017/18. провео у два клуба, Атланта хоксима и Филаделфија севентисиксерсима, да би се 2018. опет вратио у Сан Антонио, где је провео последње две НБА сезоне.
Током 13 година у НБА, Белинели је играо за девет екипа, освојио је једну титулу, победио у такмичењу у шутирању тројки на Ол-стару (2014), те на 860 утакмица постигао 8370 поена уз просек од 9,7 поена уз 2,1 скокова и 1,7 асистенција. Крајем новембра 2020. се вратио у Виртус из Болоње.
За сениорску репрезентацију Италије је наступио на пет Европских првенстава – 2007, 2011, 2013, 2015. и 2017. као и на два Светска првенства – 2006. и 2019. године.

## Успеси

### Клупски
- Фортитудо Болоња:
  - Првенство Италије (1): 2004/05.
  - Суперкуп Италије (1): 2005.

- Сан Антонио спарси:
  - НБА (1): 2013/14.

- Виртус Болоња:
  - Првенство Италије (2): 2020/21, 2024/25.
  - Суперкуп Италије (2): 2021, 2022.
  - Еврокуп (1): 2021/22.

### Појединачни
- Победник НБА такмичења у брзом шутирању тројки (1): 2014.
- Најкориснији играч Суперкупа Италије (1): 2005.